# Indiana University Press
L'Indiana University Press (IUP) è una casa editrice accademica, fondata nel 1950 all'Università dell'Indiana, specializzata nelle discipline umanistiche e nelle scienze sociali. La sede è a Bloomington nell'Indiana.

La IUP pubblica 140 monografie all'anno e 29 riviste accademiche. Al 2014 aveva un catalogo editoriale con più di 2.000 titoli all'attivo.
Le principali aree coperte riguardano gli studi africani, afroamericani, asiatici, il Giudaismo, l'Olocausto, il Medio Oriente, la Russia e l'europa Orientale, le donne e il gender, l'antropologia, il folklore, la filmografia, la bioetica, la paleontologia, la filantropia, la filosofia e le religioni. La controllata Quarry Books pubblica libri a carattere e diffusione regionale.

## Storia
La casa editrice si sviluppò nel primo dopoguerra, parallelamente all'Università dell'Indiana, il cui presidente era Herman B. Wells. Il primo direttore fu Bernard Perry, figlio del filosofo Ralph Barton Perry, mentre Travels in America, 1816-1817, traduzione di un libro Edouard de Montulé, fu il primo titolo fu pubblicato a marzo del 1951. Nei primi dodidci mesi di attività furono pubblicati complessivamente sei libri.
L'anno successivo la IUP aderì all'Association of American University Presses. Nel primo decennio di attività furono pubblicati più di 200 libri, raggiungendo nel 1960 un giro d'affari di 167.000 dollari dell'epoca. Nel '55 fu data alle stampe la traduzione delle Metamorfosi di Ovidio a cura di Rolfe Humphries, che, con una tiratura superiore alle 500.000 copie, al 2018 era ancora il titolo col record assoluto di vendite nella storia della IUP.
Al pensionamento di Perry nel '76, John Gallman fu nominato quale nuovo direttore, che focalizzò la linea editoriale sulla produzione accademica dell'ateneo. Negli anni '80 il fatturato ammontava a circa 2 milioni di dollari, più che raddoppiati nel decennio seguente. Il numero di riviste pubblicate salì da 3 nel 1987 alle 29 del 2014. alla scadenza del mandato di Gallman nel 200, l'Indiana University Press pubblicava in media 150 nuovi titoli all'anno, pari a un valore di ricavi prossimo ai 7 milioni di dollari.
Nel 2004 fu creata la Query Books, marchio dedicato alle pubblicazione di soggetti tematici a carattere regionale.

Nel 2018 l'Indiana University Press fu classificata al 28º posto fra gli editori accademici nell'ambito delle scienze politiche, in un sondaggio condotto a livello mondiale nel quale al campione al intervistati fu chiesto quale fosse l'editore più letto nell'ambito delle scienze politiche ovvero da loro ritenuto più affidabile per la migliore ricerca accademica.

## Riconoscimenti
- 1965: Centennial Medal, il più alto riconoscimento della U.S. Civil War Centennial Commission, per il ruolo svolto nella conservazione della memoria storica della Guerra civile americana;
- 1967: National Book Award per la traduzione in inglese del primo volume Journals and Papers di Kierkegaard[2] ;
- 1970: National Book Award per la traduzione in inglese del Saint Joan of the Stockyards di Bertold Brecht[2] ;
- 2009: National Jewish Book Award del Jewish Book Council statunitense, nella categoria Olocausto, per la pubblicazione del libro intitolato The United States Holocaust Memorial Museum Encyclopedia of Camps and Ghettos, 1933–1945.[4]